# Edolisoma salomonis
Edolisoma salomonis là một loài chim trong họ Campephagidae.